# Thaddea Graham
Thaddea „Thady“ Graham (* 29. März 1997) ist eine chinesisch-nordirische Schauspielerin.

## Leben
Thaddea Graham wurde in China geboren und wuchs im County Down in Nordirland bei ihren Adoptiveltern auf. Sie besuchte die Killinchy Primary School in Killinchy und das Bloomfield College in Belfast. Eine Schauspielausbildung erhielt sie an der Arts Educational School in London, die sie 2018 als Bachelor of Arts abschloss. 2016 stand sie am Battersea Arts Centre mit London Stories: Made by Migrants auf der Bühne.
Erste Episodenrollen hatte sie 2015 in den CBBC-Serien The Sparticle Mystery und Dani's Castle. 2019 gehörte sie als Hanmei Collins zur Hauptbesetzung der Sky-Serie Curfew und 2020 als Kat an der Seite von Tom Hollander and Saskia Reeves zur Hauptbesetzung der BBC-Serie Us.
In der im März 2020 auf Netflix veröffentlichten Jugendserie Der Brief für den König basierend auf dem gleichnamigen Roman von Tonke Dragt übernahm sie die Rolle der Iona. In der deutschsprachigen Fassung wurde sie von Yamuna Kemmerling synchronisiert. In der Netflix-Serie Die Bande aus der Baker Street (2021) basierend auf den Werken von Arthur Conan Doyle verkörperte sie die Rolle der Bea, Anführerin der titelgebenden Bande. Für die 13. Staffel der BBC-Serie Doctor Who spielte sie 2021 den wiederkehrenden Charakter Bel. 2022 wurde sie neben Dan Levy und Marie Reuther für die vierte Staffel der Netflix-Serie Sex Education verpflichtet.

## Filmografie (Auswahl)
- 2014: Painkiller (Kurzfilm)
- 2015: The Sparticle Mystery (Fernsehserie, zwei Episoden)
- 2015: Dani's Castle – Groundbog Day  (Fernsehserie)
- 2019: Curfew (Fernsehserie)
- 2020: Der Brief für den König (The Letter for the King, Fernsehserie)
- 2020: Us (Mini-Serie)
- 2021: Die Bande aus der Baker Street (The Irregulars, Fernsehserie)
- 2021: Doctor Who (Fernsehserie, 4 Episoden)
- 2022–2024: Wreck (Fernsehserie)
- 2022: Redemption (Mini-Serie)
- 2023: Sex Education (Serie, Staffel 4)
- 2024: Bad Sisters (Fernsehserie, 8 Episoden)